# بروس جويل روبين
بروس جويل روبين (بالإنجليزية: Bruce Joel Rubin)‏ هو منتج أفلام وكاتب سيناريو ومخرج أمريكي، ولد في 10 مارس 1943 في ديترويت في الولايات المتحدة.

## وصلات خارجية
- بروس جويل روبين على موقع IMDb (الإنجليزية)
- بروس جويل روبين على موقع ألو سيني (الفرنسية)
- بروس جويل روبين على موقع أول موفي (الإنجليزية)
- بروس جويل روبين على موقع قاعدة بيانات برودواي على الإنترنت (الإنجليزية)
- بروس جويل روبين على موقع قاعدة بيانات الأفلام السويدية (السويدية)
- بروس جويل روبين على موقع قاعدة بيانات الفيلم (الإنجليزية)
- بروس جويل روبين على موقع كينوبويسك (الروسية)